# Distretto di Kitamuro
Il distretto di Kitamuro (北牟婁郡, Kitamuro-gun?) è uno dei distretti della prefettura di Mie, in Giappone.
Attualmente fa parte del distretto solo il comune di Kihoku.
| Controllo di autorità | VIAF (EN) 251467871 · NDL (EN, JA) 00399523 |